# Ogród zoologiczny w Równem
Ogród zoologiczny w Równem – ogród zoologiczny założony w 1982 roku w mieście Równe na Ukrainie. Ogród ma powierzchnię 13,5 ha.